# 桑名淳二
桑名 淳二（くわな じゅんじ、1943年-　）は、編集者、出版評論家。

## 略歴
埼玉県生まれ。1968年横浜国立大学教育学部卒業、学習研究社に入社。1984年『3年の科学』編集長、1987年『4年の学習』編集長。1990年営業部門に移り、情報宣伝室長。1996年販売企画室長、1999年サポートセンターでデータベース担当。2002年退社。
日本出版学会会員、アメリカ出版研究会会員。

## 著書
- 『データで見るアメリカ雑誌』アメリカ出版研究会 2000
- 『データが語るアメリカ雑誌』風濤社 2002
- 『アメリカ雑誌をリードした人びと』風濤社 2003
- 『アメリカ雑誌は表紙で勝負する』風濤社 2004
- 『アメリカの雑誌ビジネス』風濤社 2008

共著
- 『最新アメリカ雑誌情報』金平聖之助共著 アメリカ出版研究会 1997

翻訳
- サミール・フスニ『ミスター・マガジンの「アメリカ雑誌で成功する方法」』風濤社 2003

## 論文
- Cinii